# 黃嘉雯
黃嘉雯（英語：Carmaney Wong；1993年12月7日—），香港女藝人、演員及主持人，《2019年度香港小姐競選》冠軍，現為無綫電視經理人合約藝員。2022年加入J2台，是22位J2ers之一。

## 簡歷

### 早年生活
黃嘉雯原籍廣東珠海，生於香港，於聖公會白約翰會督中學就讀中一至中七，2012年升讀香港浸會大學文學院人文及創作系 ，主修創意及專業寫作，並於2015年畢業。她與父母居於紅磡，然而由於父母經常於中國內地工作，故有較多時間獨自在香港生活。黃嘉雯就讀浸大期間，化名「湯洛晴」（Carmaney Santiago）為多家企業擔任廣告代言工作，包括港鐵全月通，並為香港電視網絡及香港有線電視擔任節目主持工作。

### 參加選美
黃嘉雯曾於2018年經澳門選美連盟甄選為該年度之國際小姐香港代表，並於同年10月至11月代表香港到日本東京參加2018年度國際小姐競選。2019年，黃嘉雯參選該年度的《香港小姐競選》奪得冠軍，並成為香港史上第一位「黃」姓的港姐冠軍。她在賽後電視節目《#後生仔睇完港姐傾偈》中透露當初參選原因是因為任職有線期間認識當時還在任的馮盈盈（2016年度港姐冠軍），在對方的鼓勵和啟發下考慮透過選美挑戰自我和實現自己的演員夢。同年與無綫電視簽約，成為旗下經理人合約藝人。
根據以往的慣例，每年的《香港小姐競選》冠軍通常都會作為香港代表競逐每年年初舉行的《國際中華小姐競選》，但由於2020年爆發新冠肺炎，2020年度的《國際中華小姐競選》被迫取消，黃嘉雯因而沒有參選，她亦因而成為繼劉倩婷後，第二個因為賽事出現變卦而無緣角逐華姐的港姐冠軍。
黃嘉雯在2021年至2023年獲委任「慧姸雅集」的執行委員會擔任工作計劃統籌。

## 個人生活
2021年2月，黃嘉雯胞姊黃綺婷在社交平台發布她一度將貓隻困於洗衣機內開機轉動14秒的影片，警方以涉嫌殘酷對待動物將她拘捕，並於2022年2月獲判處80小時社會服務令，其後上訴獲裁定撤銷定罪及刑罰。
根據周刊報道，黃嘉雯於2018年在德國探望友人期間認識其現任瑞士籍男友Matej Tomic，Matej曾任職於數碼市場策劃營銷工作，亦曾帶同黃嘉雯到瑞士遊覽，2019年起遷到香港定居，並於黃嘉雯參選香港小姐期間進行指導以修整社交網頁版面。亦有不時準備水果、蔬菜等低脂食品，讓黃嘉雯得以保持最佳身型。 Matej搬到港後經常要加班工作，黃嘉雯稱不時要開解他。2022年接受東網訪問時稱兩人已分手一段時間。

## 演出作品

### 電視劇
| 首播             | 劇名             | 角色            |
| 無綫電視         |                  |                 |
| 2021年           | 把關者們         | 湯家明          |
| 2021年           | 我家無難事       | 朱小倩（Julia） |
| 2021年           | 十月初五的月光   | 儀姑娘          |
| 2022年           | 青春不要臉       | Pinky           |
| 2022年           | 廉政行動2022     | 鄧樂晴          |
| 2022年           | 回歸光影頌: 曙光 | Shirley（青年） |
| 2022年           | 回歸             | Shirley（青年） |
| 2022年           | 下流上車族       | Peggy           |
| 2023年           | 法言人           | 葉依婷（Holly） |
| 2024年           | 逆天奇案2        | 孔千千          |
| 2025年           | 刑偵12           | 陳靜雯          |
| 未播映           | 死有對証         | 阮碧鳳          |
| 中國創意數碼娛樂 |                  |                 |
| 2019年           | 性敢中環         | 性感美女        |
| 邵氏兄弟         |                  |                 |
| 2023年           | 廉政狙擊         | Maisy Liu       |

### 電影
| 年 份  | 片名          | 角色     |
| 2019年 | 掃毒2天地對決 | 地藏女伴 |

### 綜藝節目
| 首播                       | 節目名                   | 備註                     |
| 香港電視網絡               |                          |                          |
| 2014年                     | HKTV Working Holiday     | 演出                     |
| 中國中央電視台中文國際頻道 |                          |                          |
| 2015年                     | 奔跑的課堂               | 演出                     |
| 香港有線電視               |                          |                          |
| 2016年                     | 為食情報局               | 演出                     |
| 無綫電視                   |                          |                          |
| 2019年                     | 香港小姐公爵特訓班       | 固定演出                 |
| 2019年                     | 香港小姐周遊好玩特訓班   | 固定演出                 |
| 2019年                     | 香港小姐全方位追蹤       | 固定演出                 |
| 2019年                     | #後生仔同港姐傾吓偈        | 固定演出                 |
| 2019年                     | 2019年度香港小姐競選決賽 | 十強參賽者               |
| 2019年                     | #後生仔睇完港姐傾偈      | 固定演出                 |
| 2020年                     | 金鼠賀歲迎新春           | 固定演出                 |
| 2020年                     | 萬千星輝賀台慶2020       | 固定演出                 |
| 2020年                     | 明星運動會               | 參賽者                   |
| 2020-2021年                | 姊妹淘                   | 第三輯，第114、366集嘉賓 |

### 主持節目
| 首播         | 節目名               | 備註 |
| 無綫電視     |                      | |
| 2021至2023年 | 流行都市             | 與安德尊、胡諾言、焦浩軒、吳天佑、譚永浩、宋芝齡、劉彩玉、姚嘉妮、彭慧中、陳詩欣、張美妮、謝芷倫、蔡嘉欣、林秀怡、林凱恩及朱智賢主持 |
| 2022年       | 健康100錯            | 與關楓馨、馮盈盈主持 |
| 2022年       | 呢鋪開乜：開腦       | 與洪永城、涂毓麟、李佳芯主持 |
| 2022至2023年 | Blah Blah Blah試新室 | 與胡敏芝、林沚羿、馮子亮、陳國麟、倪嘉雯、何沛珈、陳若思主持                                                                         |
| 2022年至今   | 開壇                 | 與蘇民峰、倪嘉雯、陳若思、杜穎珊、陳欣茵、陳國麟主持                                                                                 |
| 2023年至今   | 關注關注組           | 與鄧梓峰、伍韻婷、何泳芍、廖慧儀、譚焯升、施焯日、蔡景行主持                                                                         |
| 2023年       | 超級毛特兒大賽       | 與向海嵐、周奕瑋、鍾柔美主持 |
| 2024年       | 美食新聞報道         | 與陳嘉倩、蔡雪瑩、倪嘉雯主持 |

## 曾獲獎項與提名
| 年份   | 獎項                                   | 結果 |
| ------ | -------------------------------------- | ---- |
| 2019年 | 2019年度香港小姐競選冠軍               | 獲獎 |
| 2019年 | 2019年度香港小姐競選「最具體態美佳麗」 | 獲獎 |
| 2021年 | 明星運動會 女子跳高銅牌                | 獲獎 |

## 外部連結
- tvb.com黃嘉雯檔案
- 黃嘉雯的Facebook專頁
- 黃嘉雯的Instagram帳戶
- 黃嘉雯的新浪微博
- YouTube上的黃嘉雯頻道 （页面存档备份，存于）
- 黃嘉雯在香港影庫上的簡介
- 黃嘉雯在互联网电影资料库（IMDb）上的資料（英文）

| 前任： 陳曉華 | 香港小姐競選冠軍 2019年 | 繼任： 謝嘉怡 |